# 迪布澤角
63°16′S 57°3′W / 63.267°S 57.050°W
迪布澤角（英語：Cape Dubouzet）是南極洲的海岬，位於葛拉漢地的特里尼蒂半島，處於布蘭斯菲爾德山以東3公里，在1838年由法國探險隊繪入地圖，現時由南極條約體系管理。